# 艾杜安奴·艾華斯
艾杜安奴·李安納度·艾華斯（Adriano Leonardo Alves，1977年1月5日—），生于韋利亞鎮，現效力馬拉雲。

## 生涯
艾華斯的職業生涯開始於中央，2002年11月21日，新成立的伊朗球會贊詹與他簽下合同。艾華斯很快吸引到另一家伊朗國內球會艾華斯，效力四年後。 在2006年，他轉到升班馬科爾曼，他在2006-2007年的波斯灣杯表現可人。2007-08賽季，他轉到沙巴，後來達瑪希吉蘭在2008年夏天羅致他。儘管他取得12個入球，但球隊依然降班，他遂轉到艾華斯及後在2009年夏天加盟馬拉雲。